# Pandemia de COVID-19 no Canadá
Este artigo documenta os impactos da pandemia de coronavírus de 2020 no Canadá e pode não incluir todas as principais respostas e medidas contemporâneas. Entre 2020 e 2024, mais de 60 mil canadenses haviam morrido por causa da COVID-19, a maioria no primeiro ano da pandemia. Em março de 2022, mais de 85% dos canadenses com cinco anos ou mais foram totalmente vacinados. A economia do Canadá entrou em recessão por causa das restrições do Covid e paralização no comércio internacional.

## Cronologia
Em 24 de fevereiro de 2020, foram notificados 11 casos de coronavírus no Canadá, todos na Colúmbia Britânica (7 casos) ou em Ontário (4 casos). Todos os casos tinham histórico recente de viagens para um país com um número substancial de casos de coronavírus. Desses casos, oito (5 em BC, três em Ontário) recuperaram.
A Agência de Serviços Fronteiriços do Canadá (CBSA) implementou sinalização nos aeroportos de Toronto, Vancouver e Montreal para aumentar a conscientização sobre o vírus e adicionou uma pergunta de triagem de saúde aos quiosques eletrônicos para passageiros que chegam do centro da China; no entanto, não há voos diretos de Wuhan para o Canadá.
Em 23 de janeiro, a Ministra da Saúde Patty Hajdu disse que cinco ou seis pessoas estavam sendo monitoradas quanto a sinais de coronavírus, incluindo pelo menos um em Quebec e outro em Vancouver.
Em 25 de janeiro, o primeiro caso suspeito no Canadá foi admitido no Sunnybrook Health Sciences Centre em Toronto. O paciente, um homem de 50 anos que viajou entre Wuhan e Guangzhou antes de retornar a Toronto em 22 de janeiro, entrou em contato com os serviços de emergência após sintomas de início rápido. A suspeita de infecção no paciente foi feita após a realização de um teste rápido no laboratório de Toronto Public Health Ontario. Os testes finais conduzidos no Laboratório Nacional de Microbiologia em Winnipeg confirmaram o caso em 27 de janeiro. As autoridades disseram que o paciente estava com problemas respiratórios, mas estava em condição estável. Sua condição melhorou mais tarde e ele foi liberado do hospital em 31 de janeiro.
Em 27 de janeiro, o diretor da Health de Ontário anunciou a esposa do homem como o segundo caso suspeito. Esse caso acabou sendo cofirmado no dia seguinte.
Em 28 de janeiro, o primeiro caso presuntivo na Colúmbia Britânica foi anunciado. O indivíduo, um homem de 40 anos e um morador da região de Vancouver, viajava regularmente à China para trabalhar. As autoridades informaram que ele retornou de Wuhan em sua viagem mais recente e procurou atendimento médico em 26 de janeiro após o início dos sintomas e desde então, ele se isolou em casa. e retornou positivo para o vírus. O caso foi posteriormente confirmado e validado pelo Laboratório Nacional de Microbiologia em 29 de janeiro. O Ministro da Saúde e o Diretor Provincial de Saúde da Colúmbia Britânica, Adrian Dix, disse que as autoridades estavam em contato com um "pequeno número" de pessoas que podem ter interagido com o indivíduo.
De acordo com o site oficial do governo de Ontário, havia 11 casos sob investigação no mesmo dia às 10:30 da manhã, hora local. O número de casos em observação em Quebec caiu para três.